# Centro commerciale
Un centro commerciale è un complesso edilizio omogeneo appositamente progettato e costruito per ospitare numerose attività commerciali: punti vendita della grande distribuzione organizzata, negozi specializzati al dettaglio, all'ingrosso o temporanei, catene commerciali in franchising, cinema, ristoranti, banche e altri servizi alla persona come parrucchieri, palestre e altro.

## Caratteristiche
Il centro commerciale nasce secondo criteri che prevedono un progetto e in seguito una gestione unitaria.
È solitamente di proprietà di una società immobiliare che la può concedere in gestione ad un'altra società operativa. Con questa società le diverse imprese commerciali, a parte quello solito di affitto, sottoscrivono un contratto per l'utilizzo delle aree utilizzate, degli spazi comuni e dei servizi di struttura del centro.
Il contratto include solitamente altri requisiti, quali aspetti di immagine comune, giorni/orari di apertura, ecc. Chiaramente gli oneri della manutenzione e altri strutturali spettano alla società proprietaria e/o a quella gestrice.
Questi centri sorgono allo scopo di concentrare in un unico spazio un considerevole numero di attività commerciali e di intrattenimento, così da offrire al consumatore un'ampia gamma di beni e servizi cui accedere senza compiere lunghi spostamenti.

## Tipologie

### Centro commerciale alla francese

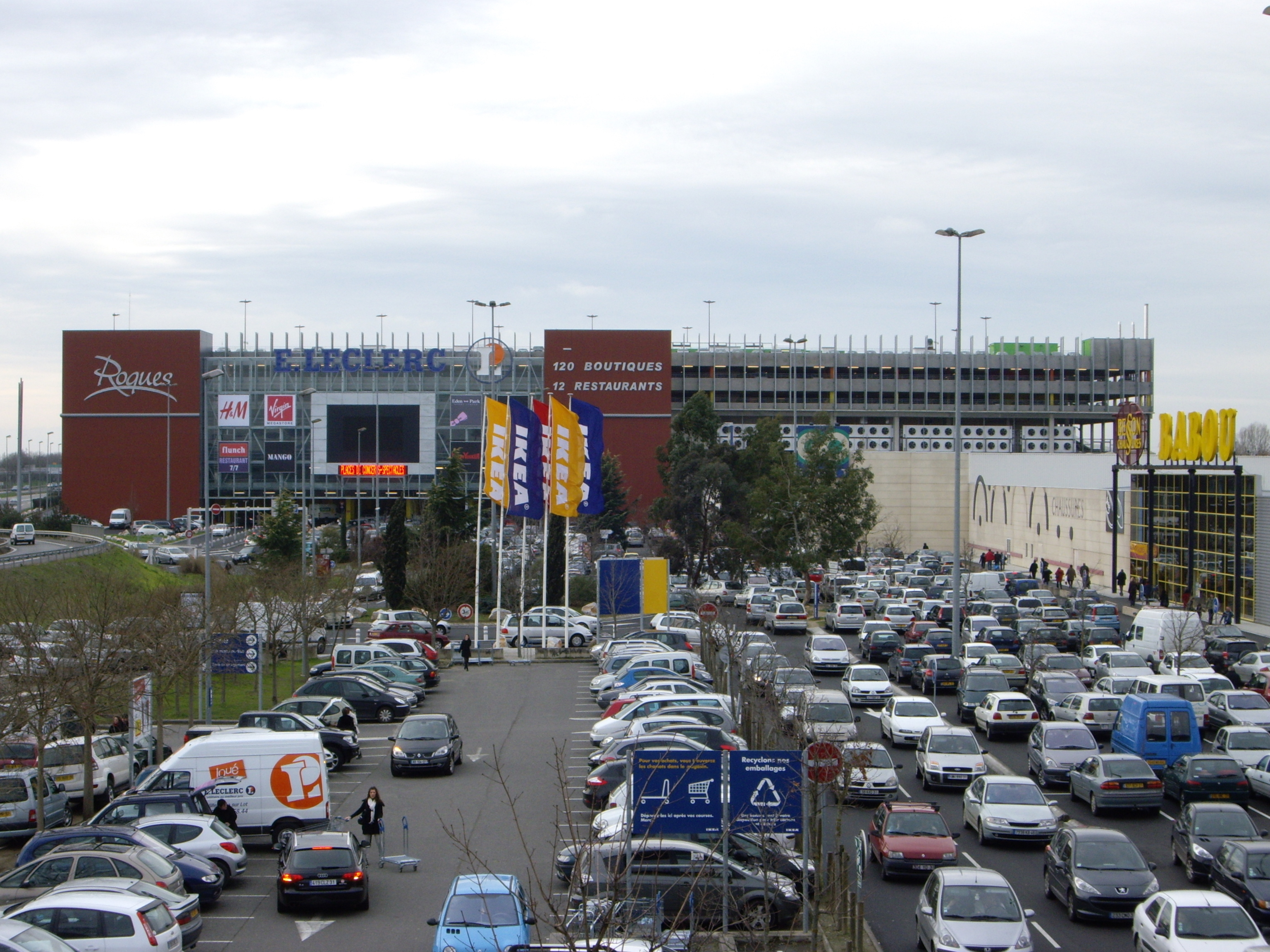
Un centro commerciale a Roques in Alta Garonna in Francia, basato su un ipermercato Leclerc, 120 negozi e dodici ristoranti

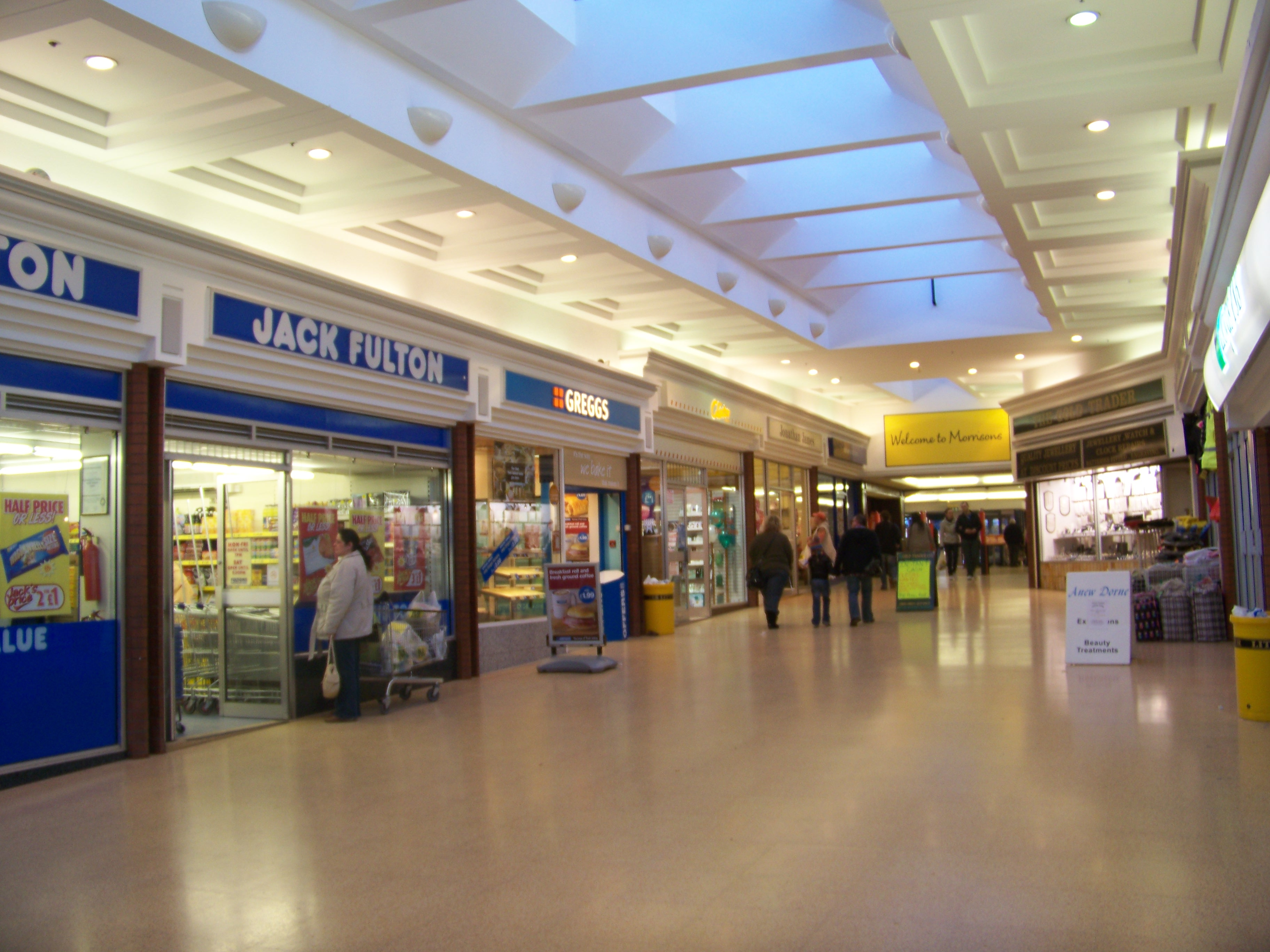
Penny Hill Centre, Hunslet, Leeds.

Questo tipo di formato di centro commerciale venne importato dalla Francia in Italia nel settembre 1971 a Castellanza, dalla Standa con l'inaugurazione della Maxi Standa che fu il primo ipermercato d'Italia.
Il boom d'espansione si ha però a partire dalla fine degli anni ottanta e prosegue sino a oggi con la presenza in ogni provincia italiana. La formula prevede un ipermercato (più raramente un supermercato o discount) che funge da polo d'attrazione per altri negozi di minori dimensioni (in genere una decina/dozzina). Solitamente queste sono attività di servizi complementari all'ipermercato (per esempio edicole, lavanderie, calzolai, sportelli bancari, gastronomie, agenzie viaggi).
Oggi questo format tende a essere meno seguito, tanto che non viene più nemmeno definito "centro commerciale", bensì "ipermercato con negozi" o "ipermercato con galleria commerciale"; i negozi in genere risultano essere meno, ma di dimensioni più grandi (ad esempio superfici specializzate di abbigliamento, calzature e/o bar/caffetterie).

### Centro commerciale multipiano
Il primo centro commerciale d'Italia fu lo Shopping center B di Cinisello Balsamo inaugurato nel novembre 1974 Disposto su due livelli, la peculiarità di questo centro era la grande quantità di servizi che poteva offrire: un grande magazzino, un supermercato, una serie di negozi specializzati e boutique, banca, rivendita giornali, bar-tabacchi e tavola calda corredato da un ampio parcheggio per oltre 500 automobili. Presente anche spazio per le manifestazioni periodiche come mostre d'arte, sfilate, presentazione di prodotti, iniziative promozionali, campagne sconto e "pro consumatore".
Talvolta i centri commerciali vengono ospitati in aree industriali dismesse opportunamente ristrutturate, dove i negozi vengono disposti su molti piani. Un esempio di questa tipologia è Le officine Minganti, a Bologna, stabilimento industriale degli anni cinquanta, all'epoca periferico, oggi integrato nel centro urbano e ristrutturato come centro commerciale di vicinato nel 2008; è stato progettato come un luogo pubblico con piazze e vie interne.
In genere in Italia è piuttosto raro che l'ancora del centro sia un discount (anche se questa situazione è frequente nelle regioni del Nordest, per esempio in alcuni centri commerciali del Trentino-Alto Adige, l'ancora è Eurospin oppure MD), bensì l'ancora è spesso una multinazionale italiana di marchio comune (ad esempio la Conad o la Coop). In alcuni casi l'ancora, ovvero l'ipermercato, può essere assente sia dall'origine, in rari casi, oppure, come il caso del Centro Commerciale Campania, all'apertura presente ma successivamente per fallimento dello stesso ne è stata disposta la chiusura.

### Centro commerciale-direzionale
Il centro commerciale direzionale o polivalente si differenzia dal centro commerciale tradizionale per i servizi offerti e le attività in esso svolte. Un centro commerciale è una struttura che racchiude al suo interno un supermercato o ipermercato (GDO), contornato da una serie di negozi (galleria commerciale) e ristorazione.
Il centro commerciale direzionale è caratterizzato invece da un'offerta più ampia di servizi. Nella stessa struttura infatti, oltre alle tradizionali funzioni commerciali sopra descritte, è presente un'ampia varietà di servizi non solo di natura commerciale.
L'area riservata alle attività commerciali è affiancata da altre aree o sezioni modellate per ospitare funzioni come uffici direzionali, ambulatori, laboratori medici, sedi istituzionali pubbliche o di sindacato. In pratica il centro commerciale direzionale o polivalente unisce agli scopi commerciali tradizionali una ricca offerta di strutture di interesse pubblico e sociale. Allo stesso modo i benefici e i punti di forza dei centri commerciali (facilità di accesso e di parcheggio, aree riscaldate/climatizzate al coperto, razionalizzazione degli spazi, sicurezza, comodità) diventano un valore aggiunto anche per tali funzioni sociali e pubbliche.
Prima esperienza italiana di centro commerciale polivalente è il Centro Empoli, nato nel 2007 su progetto congiunto dell'Inres e degli architetti Adolfo Natalini e Renzo Funaro e caratterizzato dall'inserimento della struttura in un parco naturale di 7 ettari e dalla presenza di una serie di attività artigianali ospitate in circa 1500 m2.

## Parco commerciale

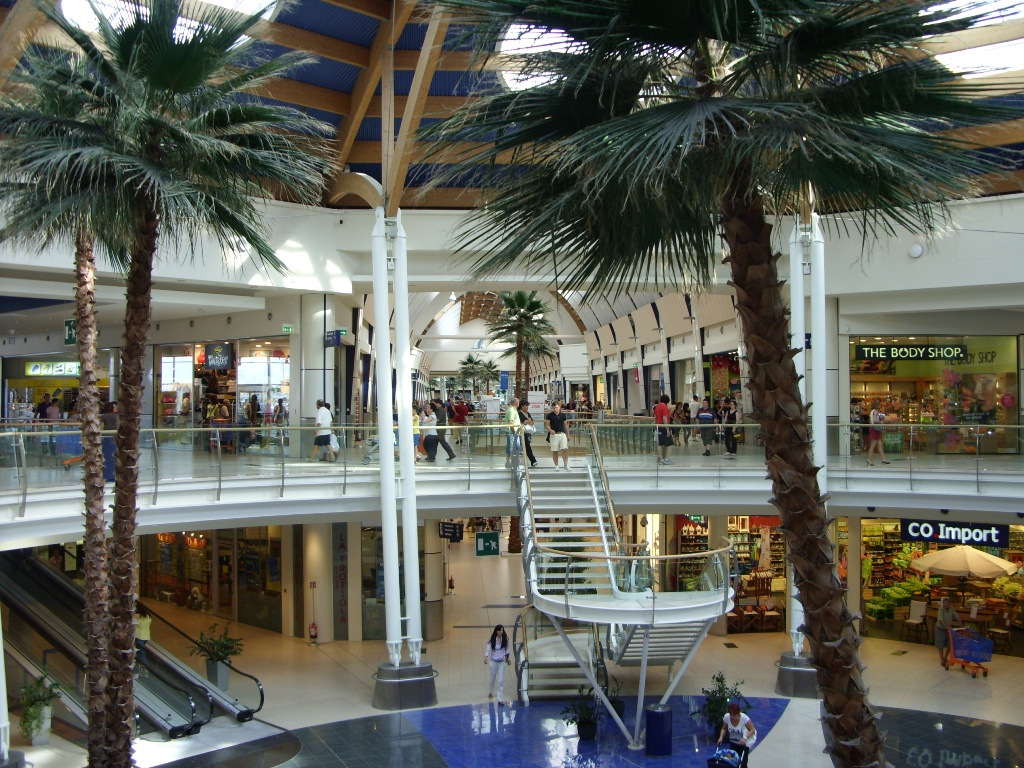
Il Le Befane Shopping centre di Rimini

Altro format che si è molto sviluppato negli ultimi anni, ovvero un'aggregazione di negozi di medie-grandi dimensioni (ipermercati, mercatoni, mobilifici, casalinghi, outlet, grandi magazzini, centri bricolage, ...) ciascuno con entrata indipendente localizzata in aree extraurbane.
Può essere presente, oltre ai negozi esterni già presenti, la galleria coperta in funzione di centro commerciale accessorio, come nel caso del Parco Commerciale Casamassima, oppure assente come nel caso di alcuni outlet, per esempio il Sicilia Outlet Village, ma in genere questo caso è abbastanza sparso in Italia.

## Aspetti antropologici
Il grande afflusso verso questi centri anche in periodi festivi, si connota anche come attrattiva turistica in quanto mete di viaggio.
Da alcuni autori questi flussi vengono paragonati alle desuete peregrinazioni nelle quali l'anelito per le indulgenze viene sostituito dall'anelito verso il consumo.

### Centri commerciali e il concetto di "non-luogo"
I centri commerciali fanno parte di quegli spazi che l'etno-antropologo francese Marc Augé definisce "non-luoghi" in contrapposizione ai classici luoghi antropologici: i non-luoghi sono quegli spazi prodotti della cosiddetta società della surmodernità che hanno la prerogativa di non essere identitari, relazionali e storici, spazi in cui moltitudini di individui si incrociano senza entrare in relazione, spinti solo dal desiderio di consumare o di accelerare le operazioni quotidiane.
L'identificazione dei centri commerciali come non-luoghi, tuttavia, è stata oggetto di messe a fuoco distinte da quella di Marc Augé: da una ricerca del 2010 effettuata in Italia su un vasto campione di studenti delle scuole superiori emerge come i centri commerciali siano uno dei punti di ritrovo d'elezione per gli adolescenti, che li pongono al terzo posto delle proprie preferenze d'incontro dopo casa e bar. Secondo Marco Lazzari i cosiddetti "nativi digitali" lo sono anche rispetto ai centri commerciali, nel senso che non li percepiscono come una cosa altra da essi stessi: sfuggendo la retorica del nonluogo e ogni snobismo intellettuale, i ragazzi sentono il centro commerciale come un luogo vero e proprio, di frequentazione non casuale e non orientata soltanto all'acquisto, dove si può esprimere la socialità, incontrare gli amici e praticare con loro attività divertenti e interessanti.
Lo stesso Augé convenne in seguito che "qualche forma di legame sociale può emergere ovunque: i giovani che si incontrano regolarmente in un ipermercato, per esempio, possono fare di esso un punto di incontro e inventarsi così un luogo".

### Centri commerciali con più visite in Italia (2024)
Nel 2024 solo 24 centri commerciali superano i 7 milioni di visitatori e sono:
| #  | Centro                        | Regione               | Provincia | Comune         | GLA (m²) | Visitatori |
| -- | ----------------------------- | --------------------- | --------- | -------------- | -------- | ---------- |
| 1  | Il Centro                     | Lombardia             | MI        | Arese          | 92.000   | > 15M      |
| 2  | Porta di Roma                 | Lazio                 | RM        | Roma           | 97.000   | > 15M      |
| 3  | I Gigli                       | Toscana               | FI        | Campi Bisenzio | 67.980   | > 10M      |
| 4  | Campania                      | Campania              | CE        | Marcianise     | 64.980   | > 10M      |
| 5  | Oriocenter                    | Lombardia             | BG        | Orio al Serio  | 105.000  | > 10M      |
| 6  | Shopville Le Gru              | Piemonte              | TO        | Grugliasco     | 64.900   | > 10M      |
| 7  | Fiordaliso                    | Lombardia             | MI        | Rozzano        | 64.000   | > 10M      |
| 8  | Citylife Shopping District    | Lombardia             | MI        | Milano         | 31.600   | > 10M      |
| 9  | Euroma 2                      | Lazio                 | RM        | Roma           | 51.380   | > 9M       |
| 10 | Romaest                       | Lazio                 | RM        | Roma           | 103.000  | > 9M       |
| 11 | Adigeo                        | Veneto                | VR        | Verona         | 46.800   | > 9M       |
| 12 | Merlata Bloom Milano          | Lombardia             | MI        | Milano         | 70.000   | > 9M       |
| 13 | Fiumara                       | Liguria               | GE        | Genova         | 24.900   | > 8M       |
| 14 | Globo                         | Lombardia             | MB        | Busnago        | 60.000   | > 8M       |
| 15 | Elnos Shopping Center         | Lombardia             | BS        | Roncadelle     | 88.000   | > 8M       |
| 16 | Maximo                        | Lazio                 | RM        | Roma           | 60.600   | > 8M       |
| 17 | Carosello                     | Lombardia             | MI        | Carugate       | 52.850   | > 7M       |
| 18 | Forum Palermo                 | Sicilia               | PA        | Palermo        | 49.000   | > 7M       |
| 19 | Parco Commerciale Casamassima | Puglia                | BA        | Casamassima    | 50.000   | > 7M       |
| 20 | Città Fiera                   | Friuli-Venezia Giulia | UD        | Martignacco    | 130.000  | > 7M       |
| 21 | Centro Sicilia                | Sicilia               | CT        | Misterbianco   | 56.000   | > 7M       |
| 22 | Le Befane                     | Emilia-Romagna        | RN        | Rimini         | 51.960   | > 7M       |
| 23 | Porte di Catania              | Sicilia               | CT        | Catania        | 65.400   | > 7M       |
| 24 | Lingotto                      | Piemonte              | TO        | Torino         | 31.900   | > 7M       |

### Crisi dei centri commerciali
Nel corso degli anni 2010 molti esperti di economia e giornalisti si sono interessati al fenomeno della crisi dei centri commerciali. Stando alle fonti, tra le numerose cause all'origine della decadenza dei centri commerciali vi sono diversi fattori tra cui i cambiamenti demografici e la crisi dei negozi fisici.

## Galleria d'immagini

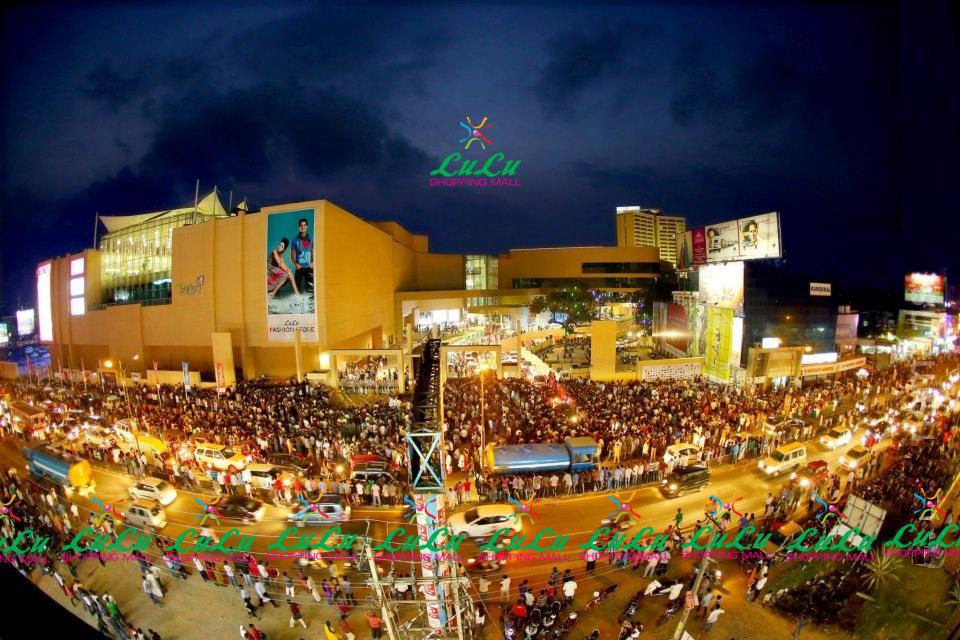
Lulu Mall-Cochin Il terzo centro commerciale più grande in India.
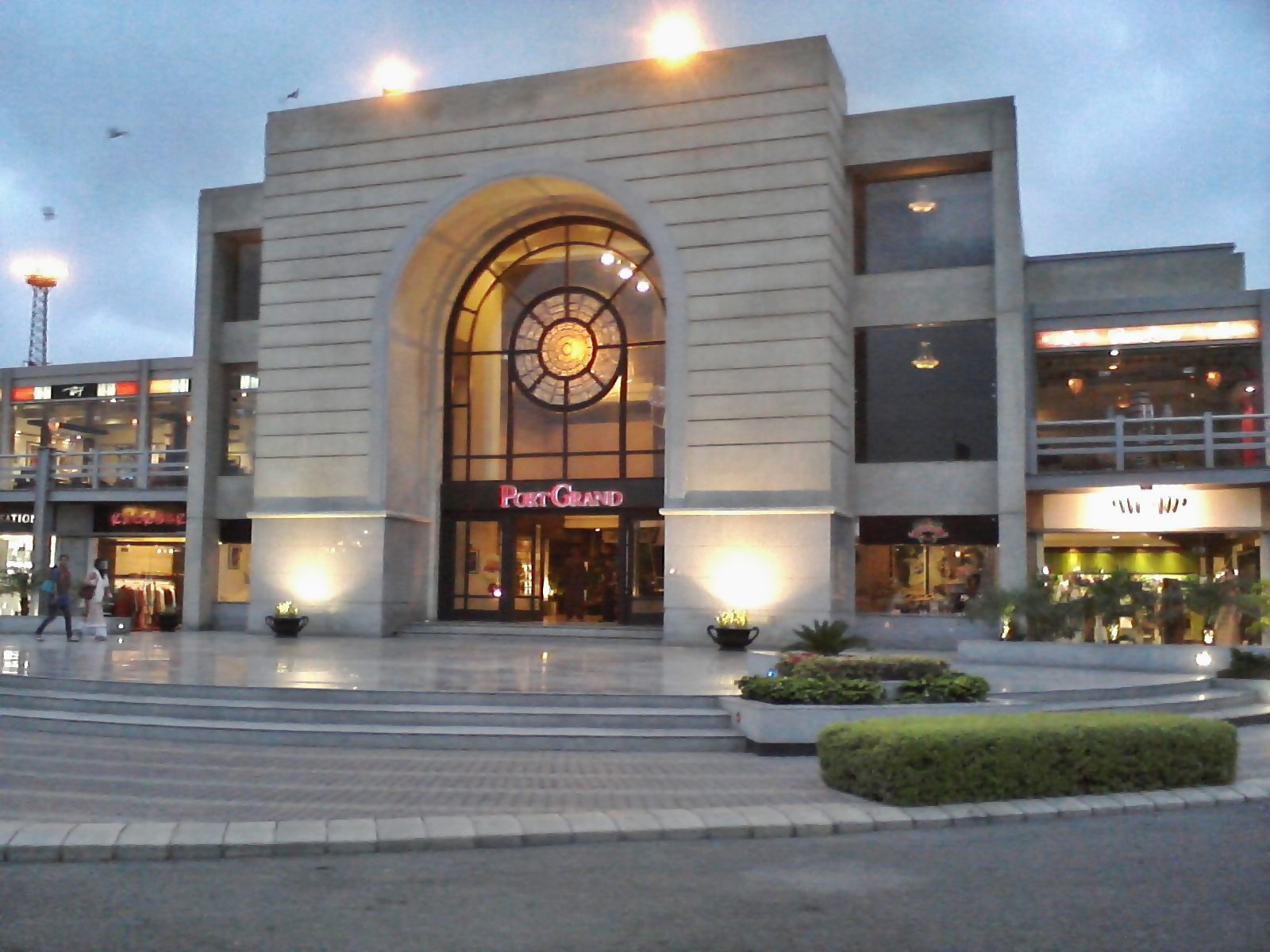
Il Port Grand Food and Entertainment Complex a Karachi non è solo uno dei centri commerciali di più alto profilo in città, ma è anche il più grande ristorante di street food Asiatico.
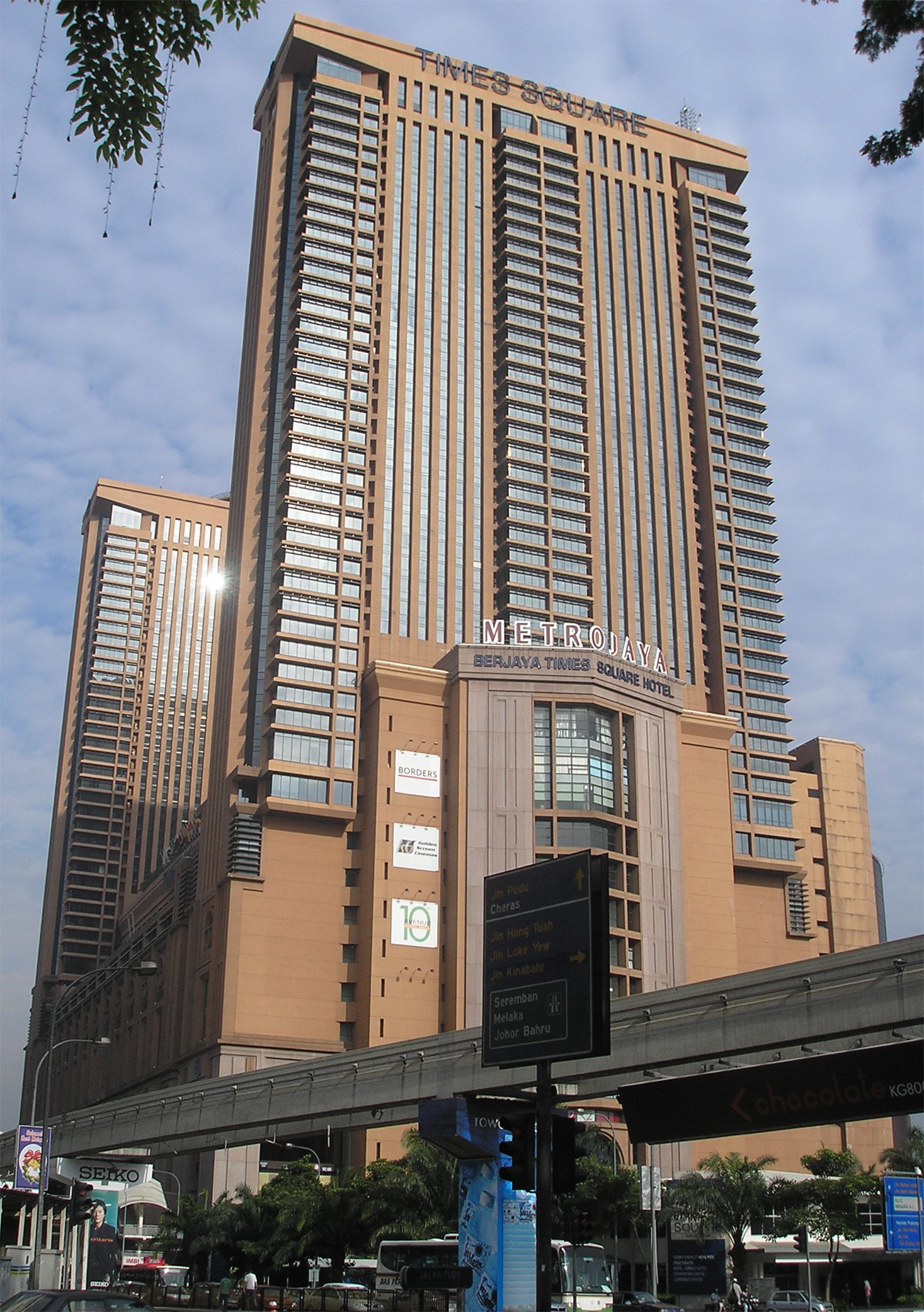
Berjaya Times Square a Kuala Lumpur, Malaysia
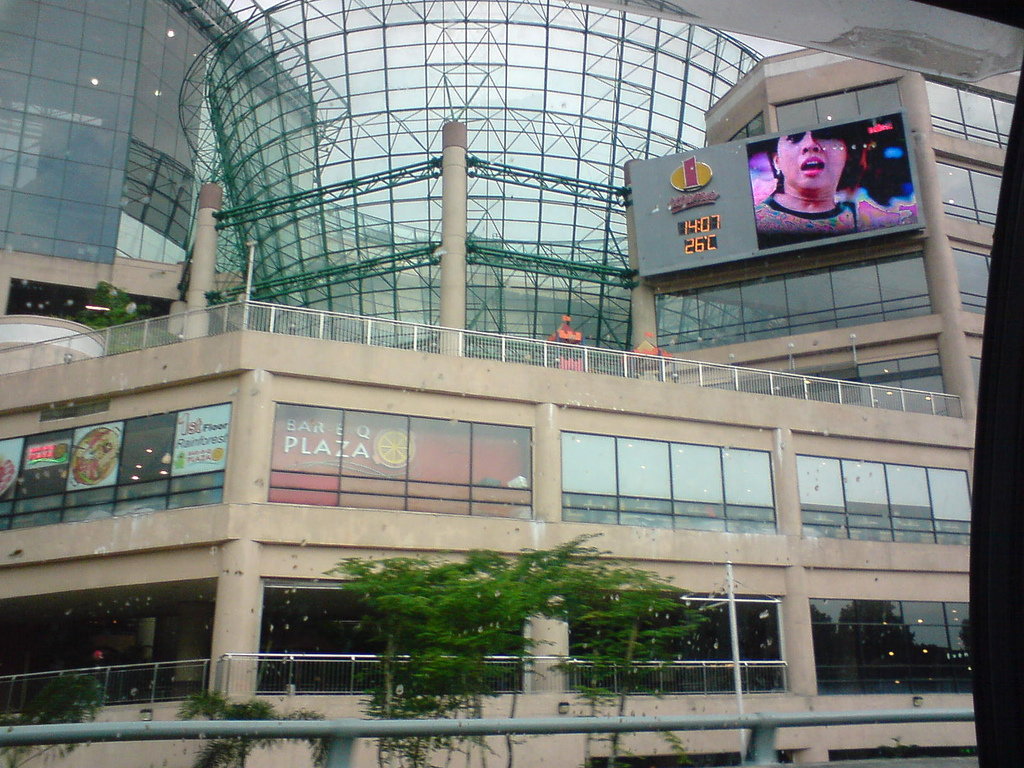
1 Utama a Petaling Jaya, Malaysia
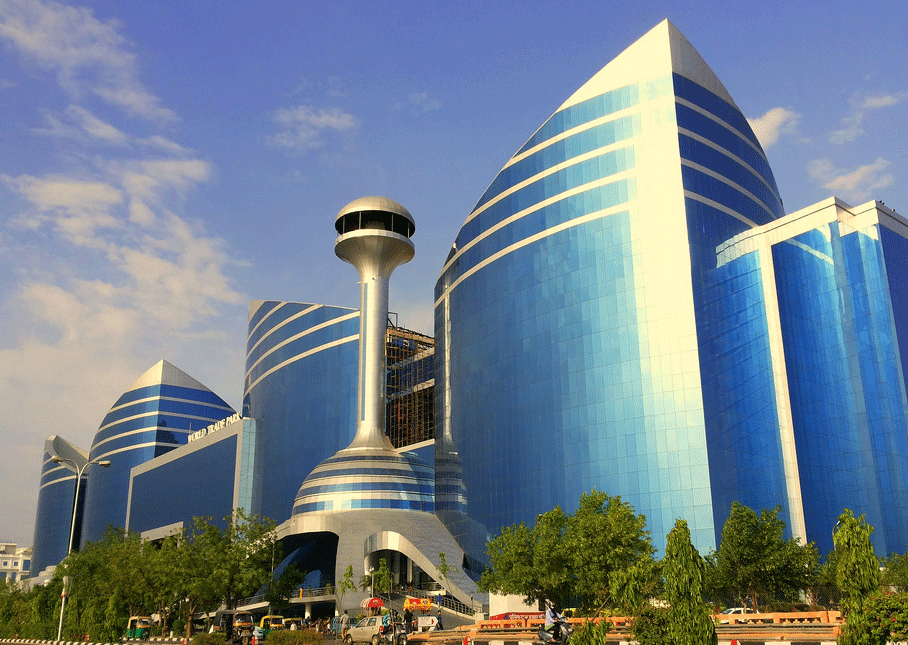
World Trade Park, Jaipur a Rajasthan. Il più grande in India
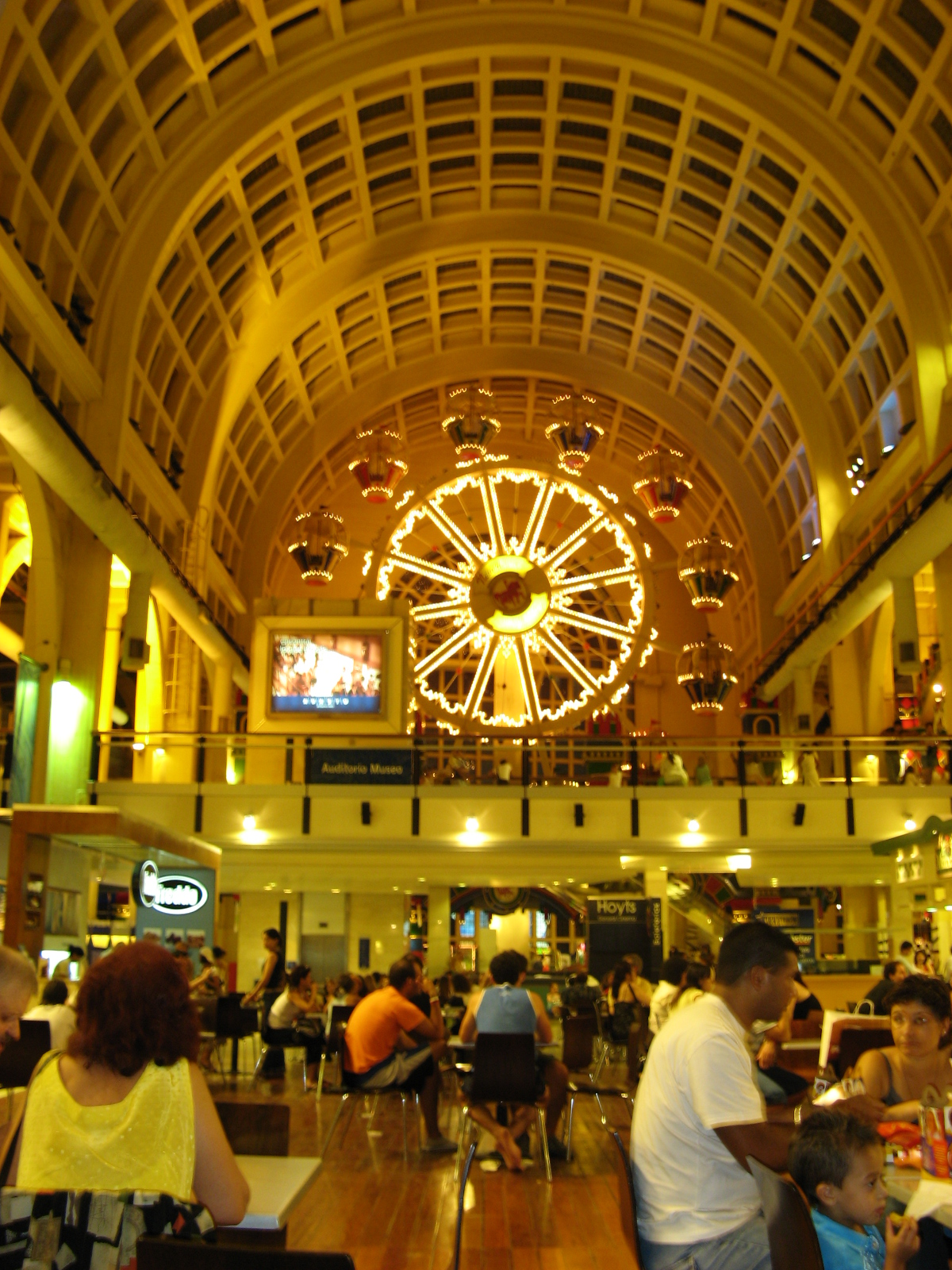
Abasto de Buenos Aires a Buenos Aires, Argentina
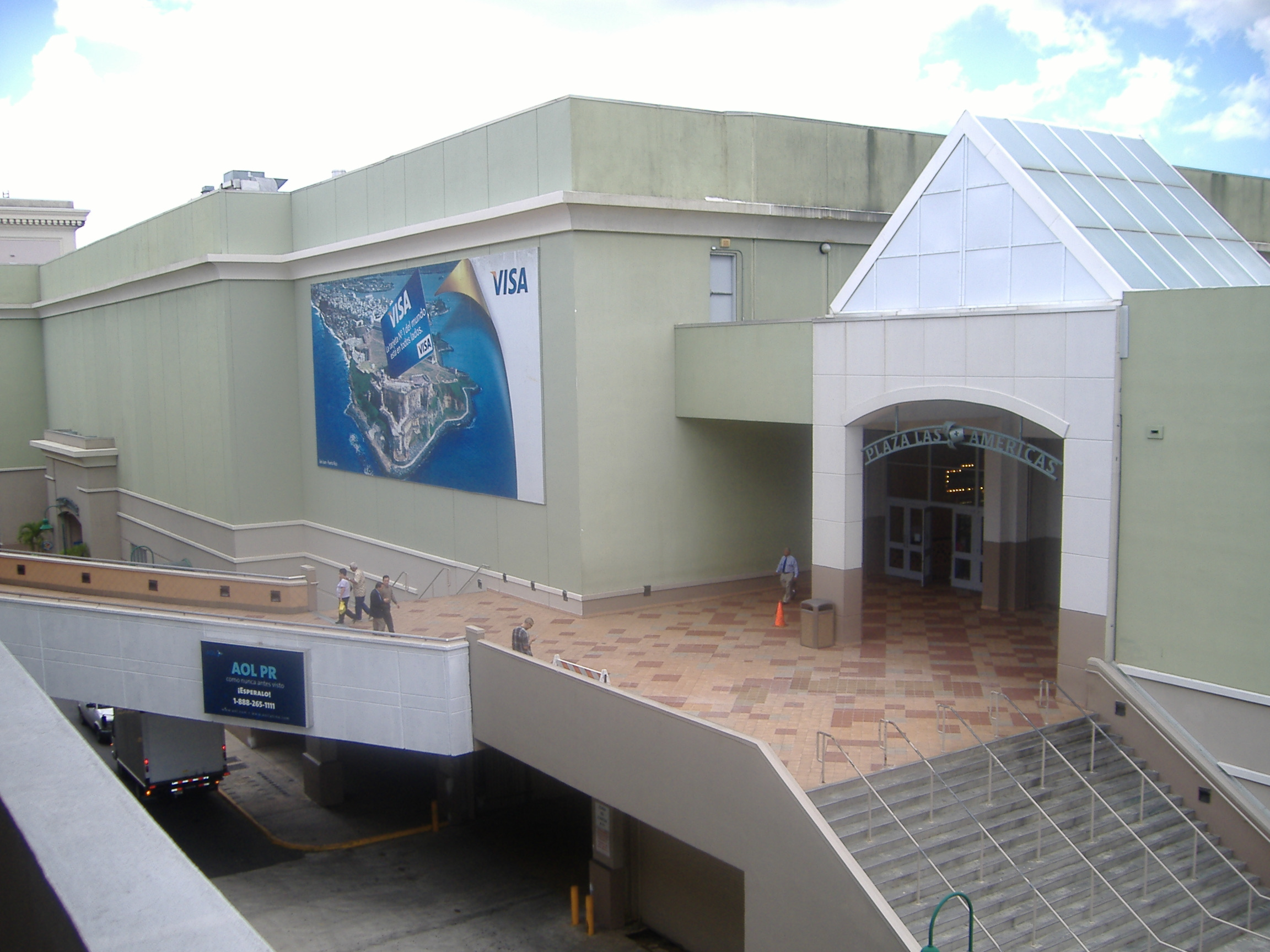
Plaza Las Américas, il più grande dei Caraibi San Juan, Porto Rico
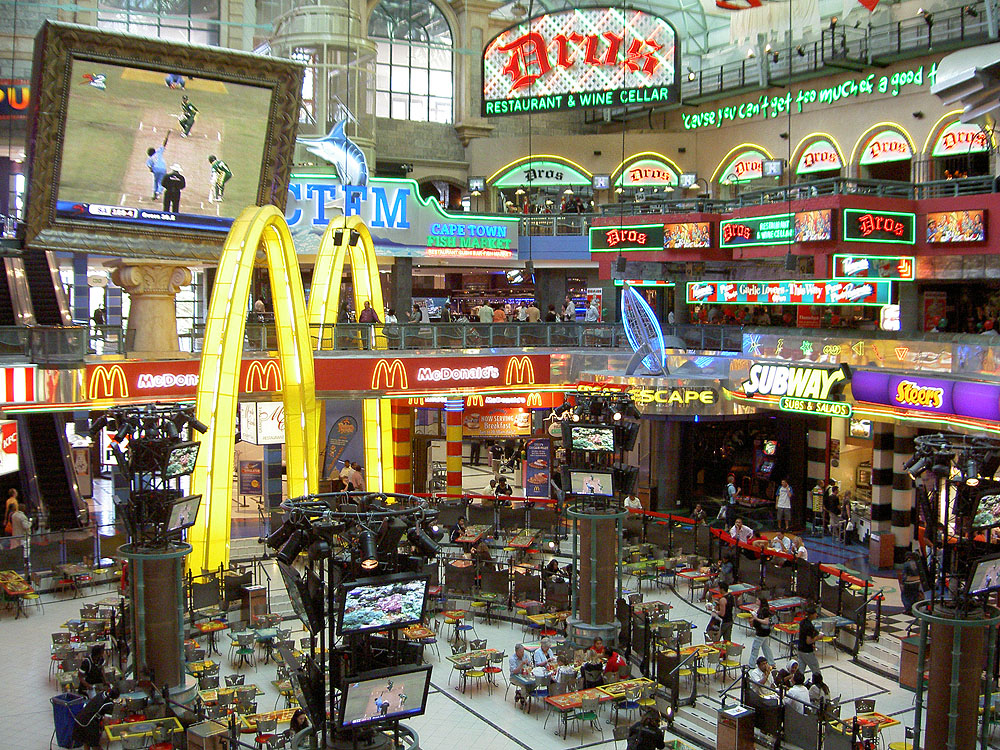
Canal Walk a Città del Capo, Sudafrica
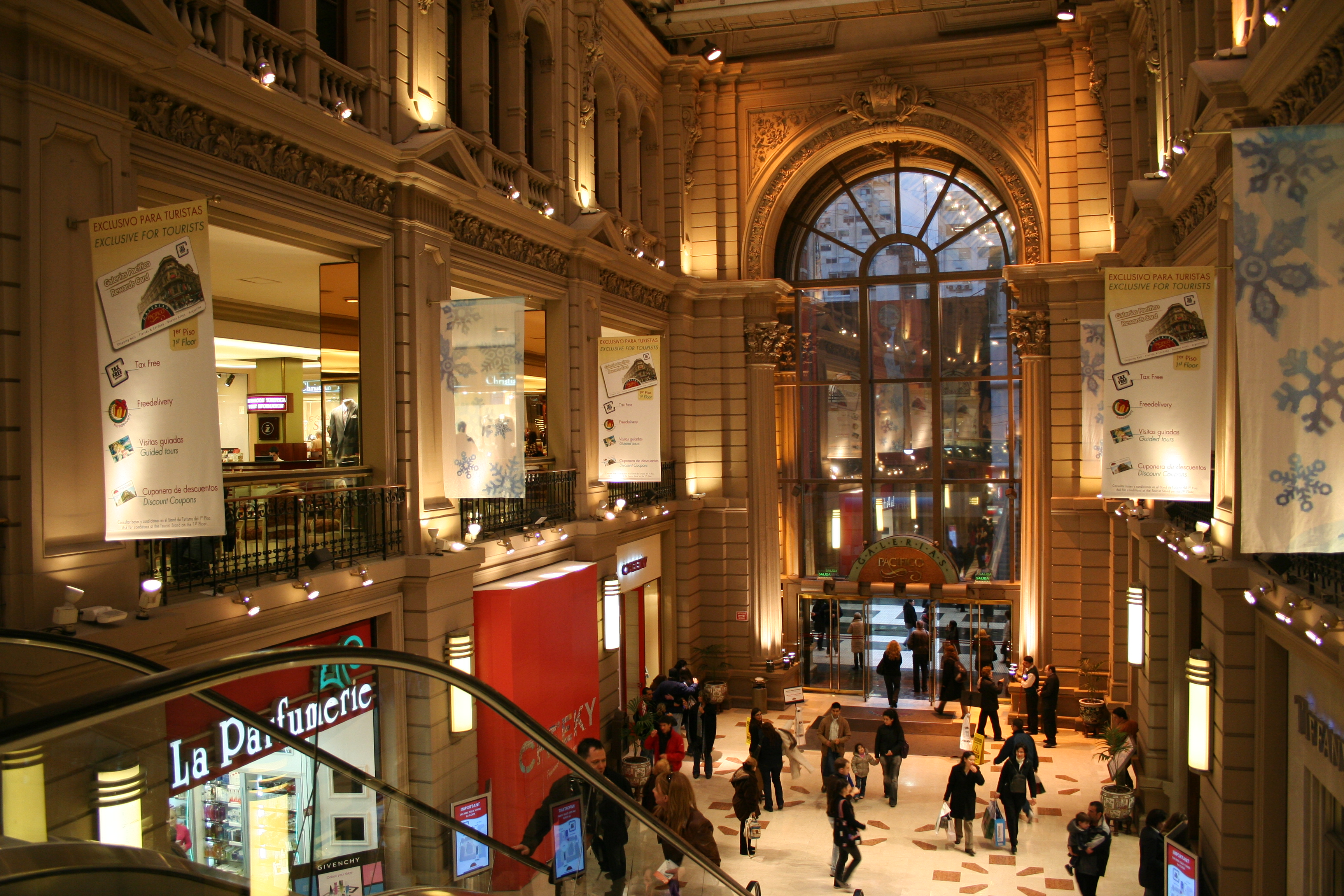
Galerías Pacífico a Buenos Aires, Argentina
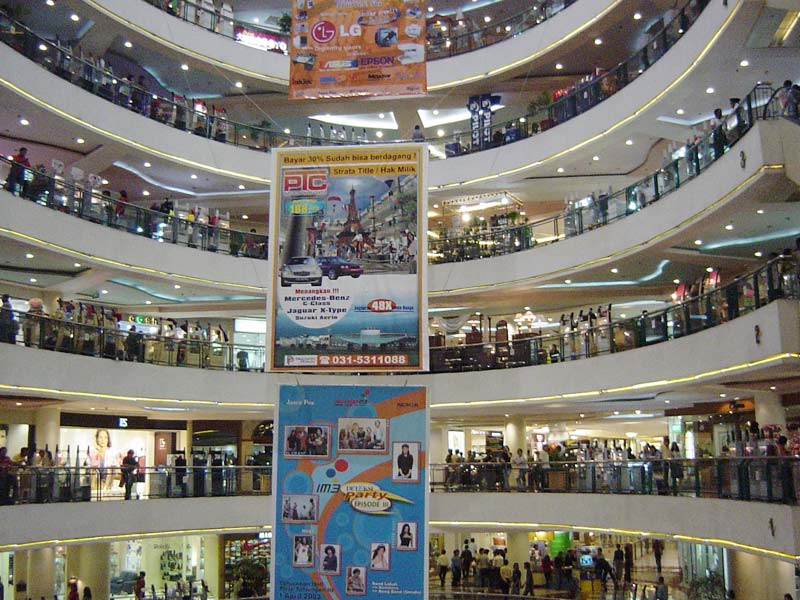
Tunjungan Plaza a Surabaya, Indonesia
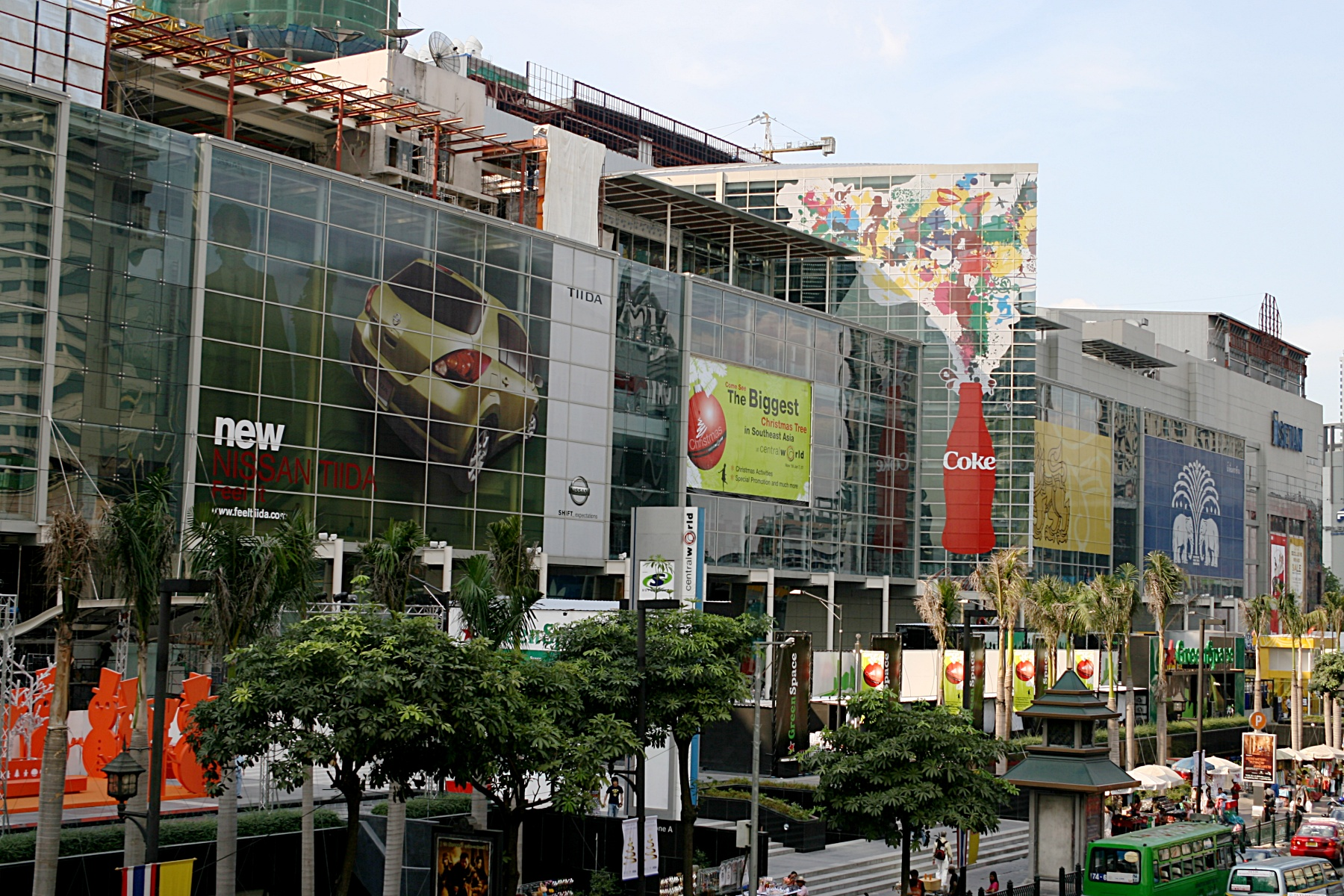
CentralWorld a Bangkok, Thailandia
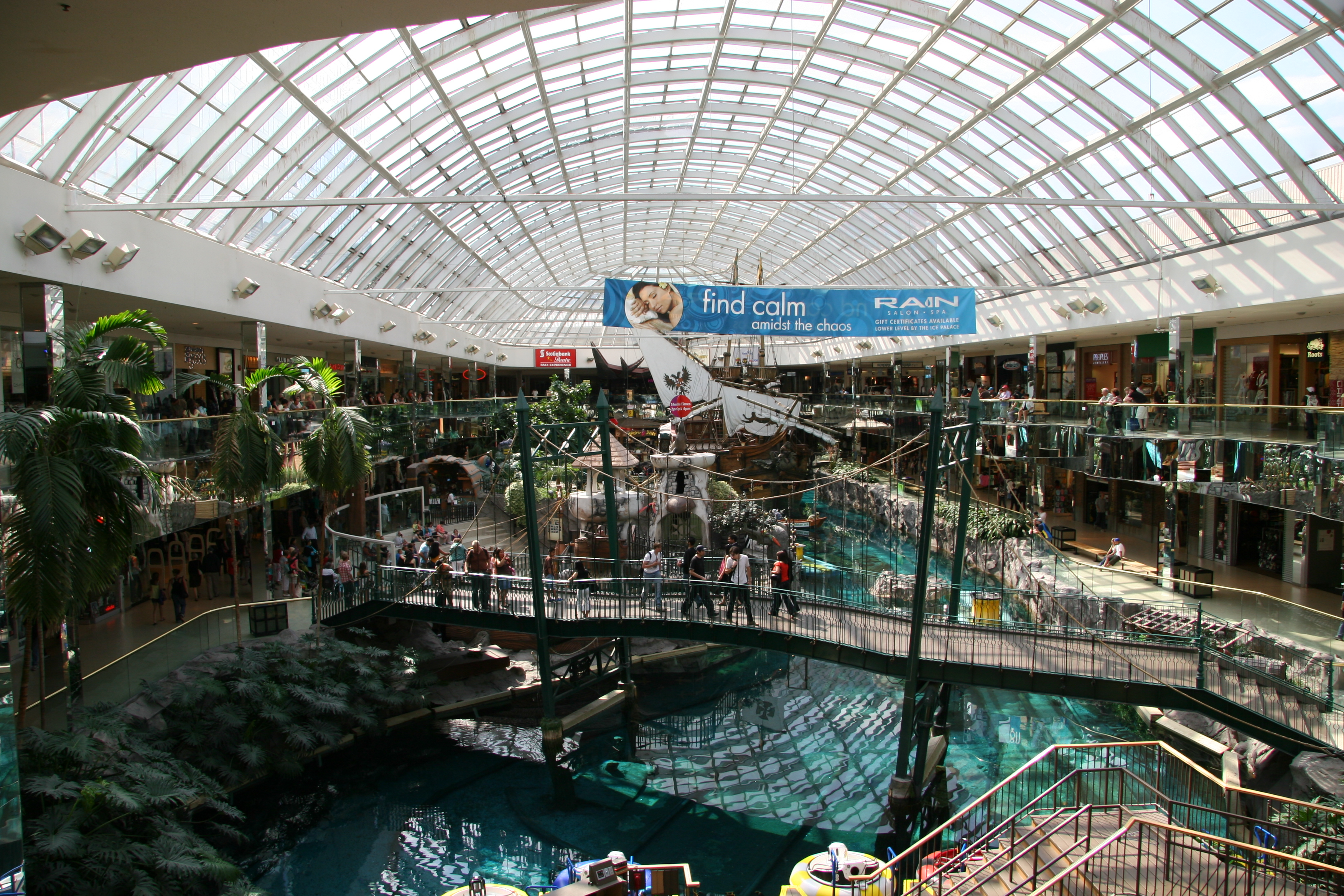
West Edmonton Mall in Alberta, Canada
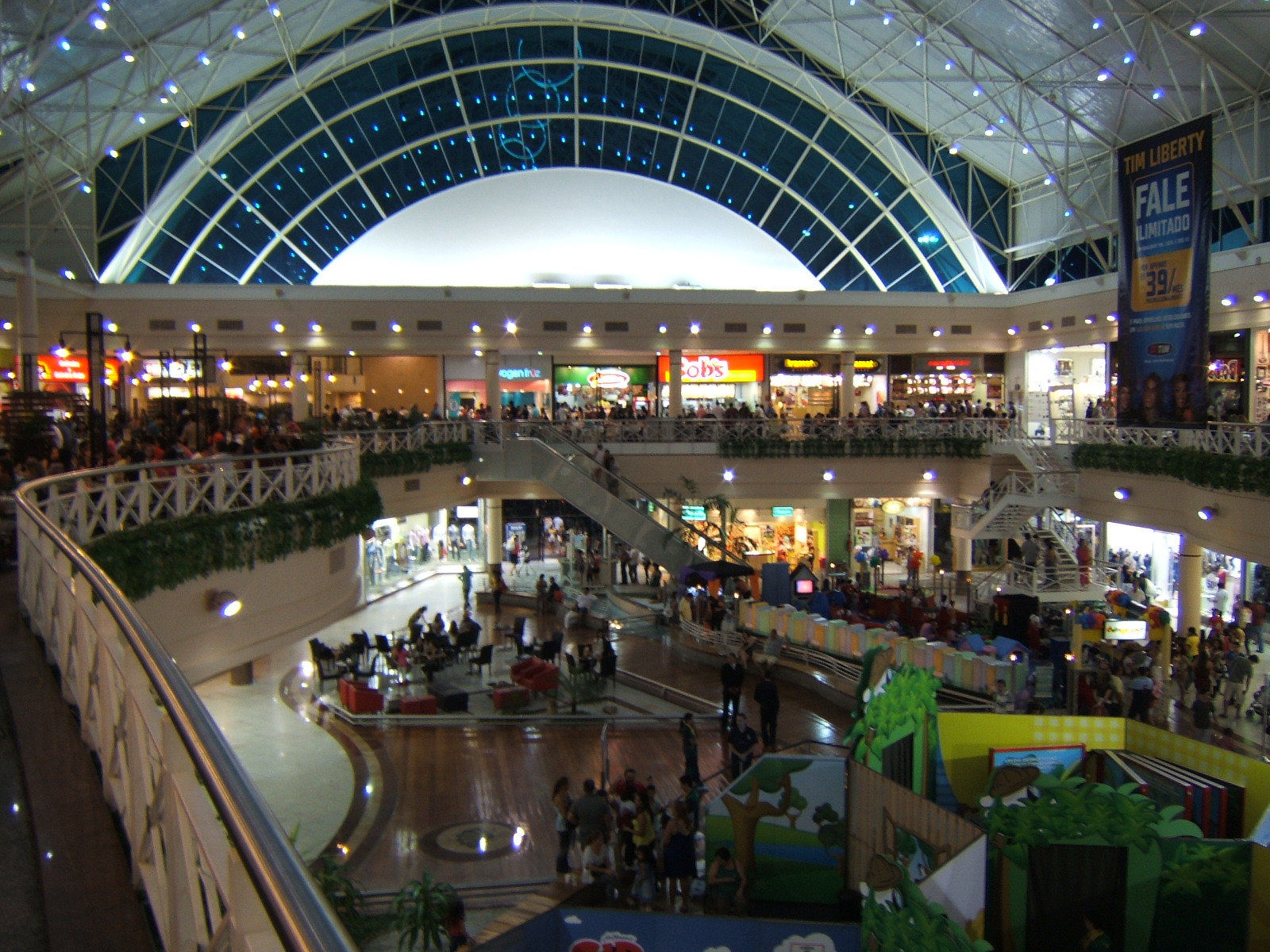
Iguatemi Fortaleza Shopping a Fortaleza, Brasile
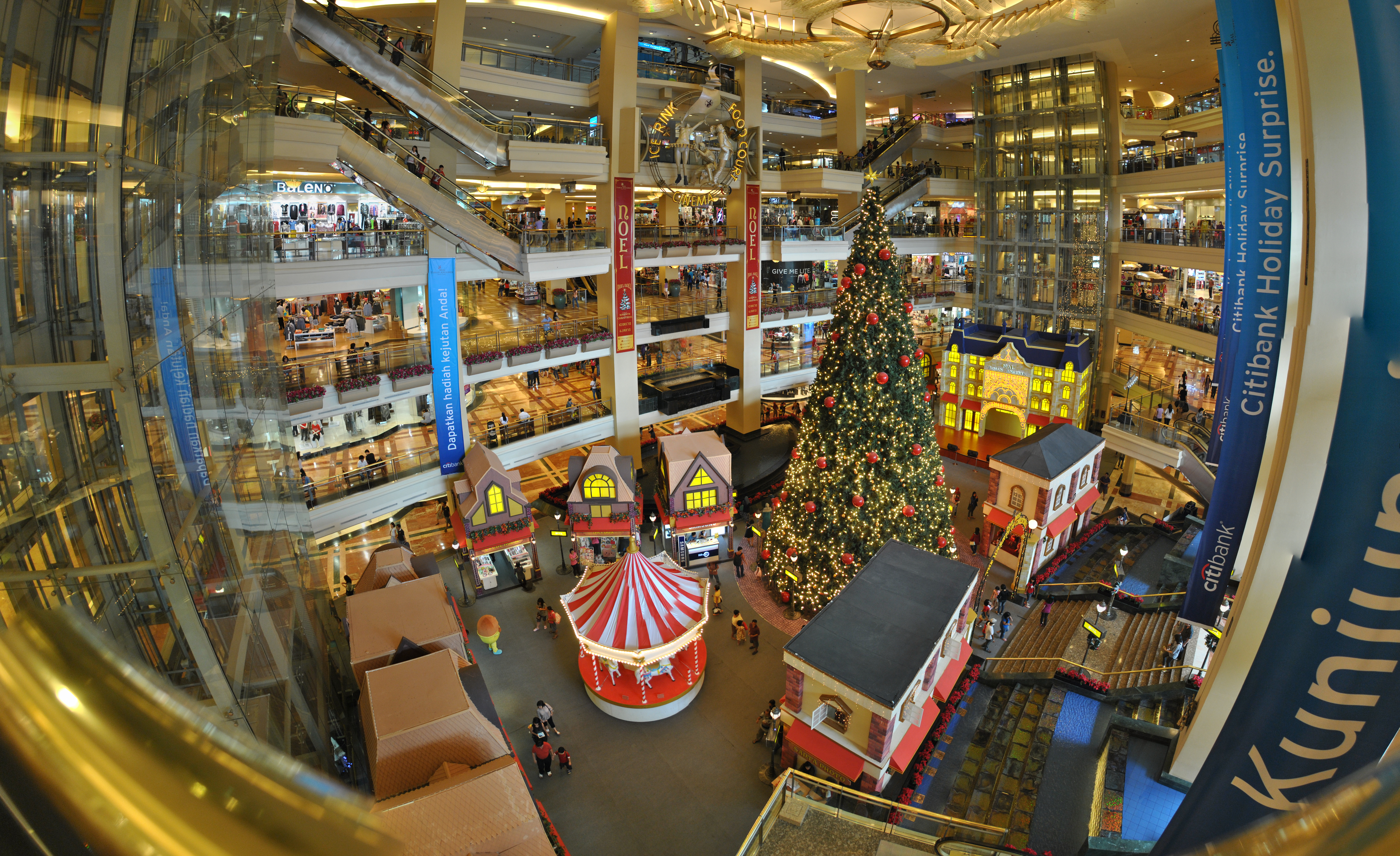
Mal Taman Anggrek a Giacarta, Indonesia
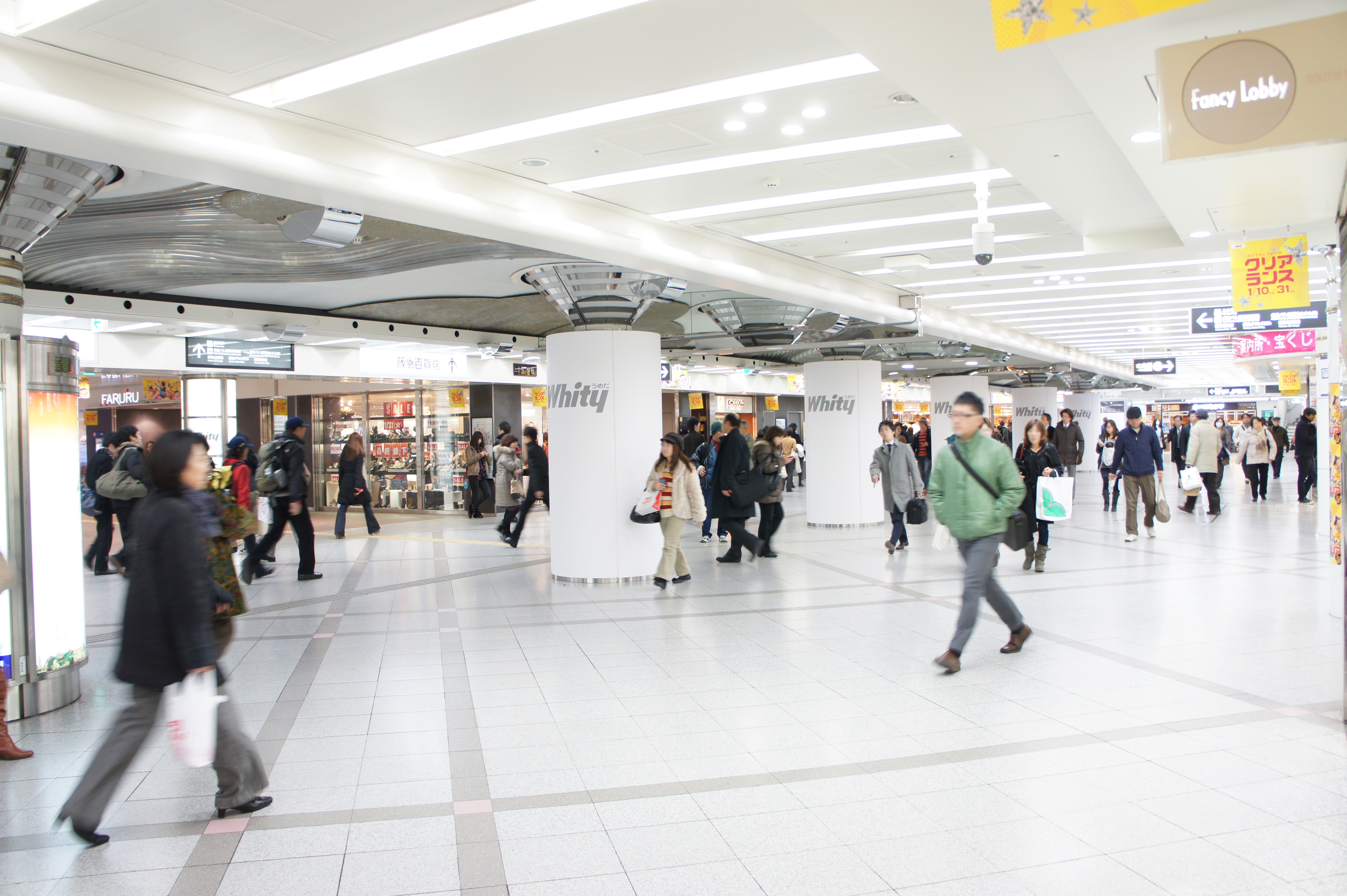
Whity di Umeda a Osaka, in Giappone. Galleria commerciale sotterranea collegata con altre analoghe per uno sviluppo sotterraneo totale di circa 80 000 m²